# Distretto di Tuti
Il distretto di Tuti è uno dei venti distretti della provincia di Caylloma, in Perù. Si trova nella regione di Arequipa e si estende su una superficie di 241,89 chilometri quadrati.

Ha per capitale la città di Tuti e contava 1.011 abitanti al censimento 2005.